# فورست إل. ريتشاردسون
فورست إل. ريتشاردسون (بالإنجليزية: Forrest L. Richardson)‏ هو مهندس معماري ومهندس المناظر الطبيعية أمريكي، ولد في 12 أبريل 1959 في بربانك في الولايات المتحدة.